# Adler-Apotheke (Leipzig)

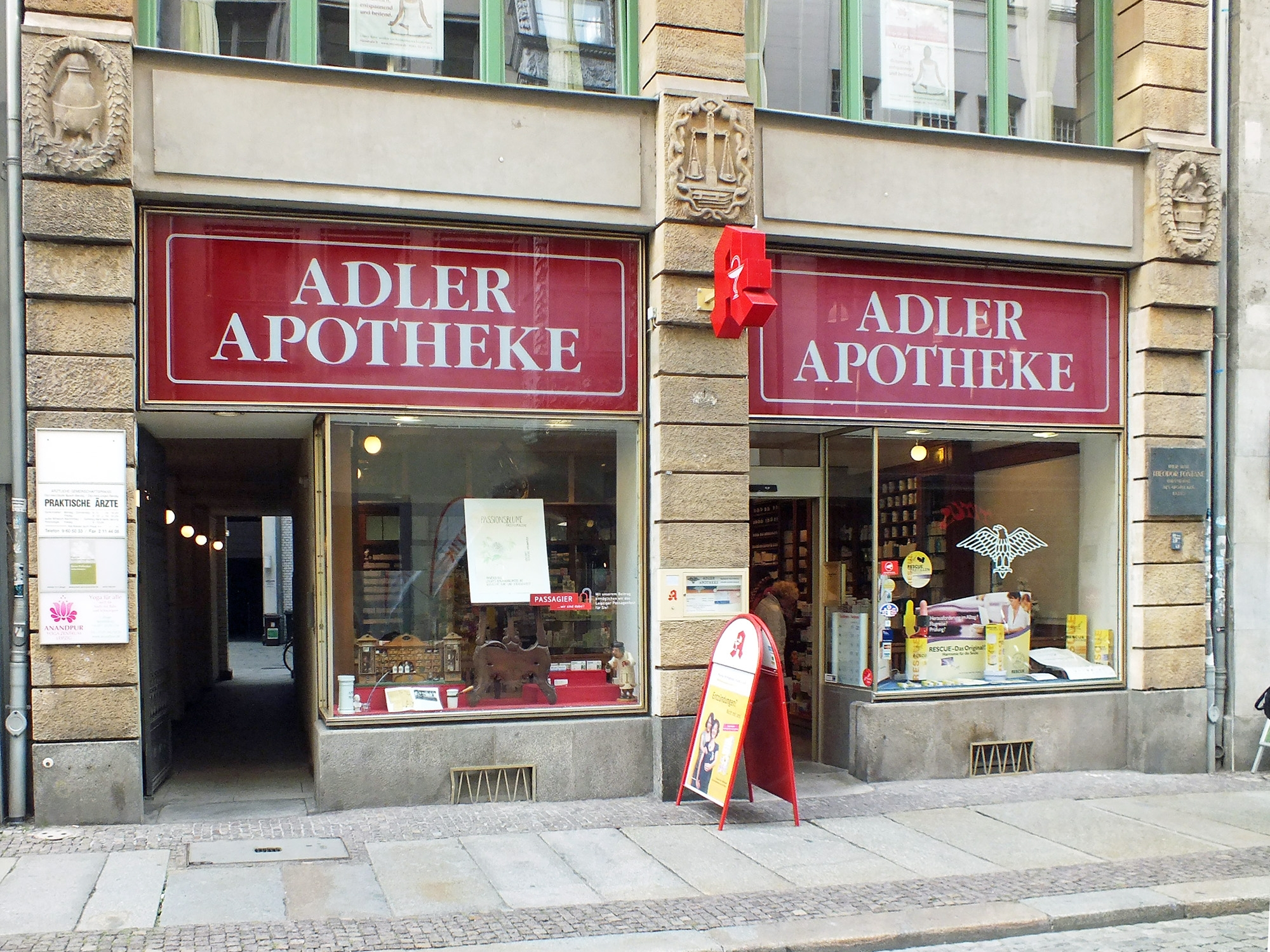
Die Adler-Apotheke 2011

Die Adler-Apotheke in der Hainstraße 9 in Leipzig ist eine seit über 300 Jahren an derselben Stelle betriebene Apotheke.

## Geschichte

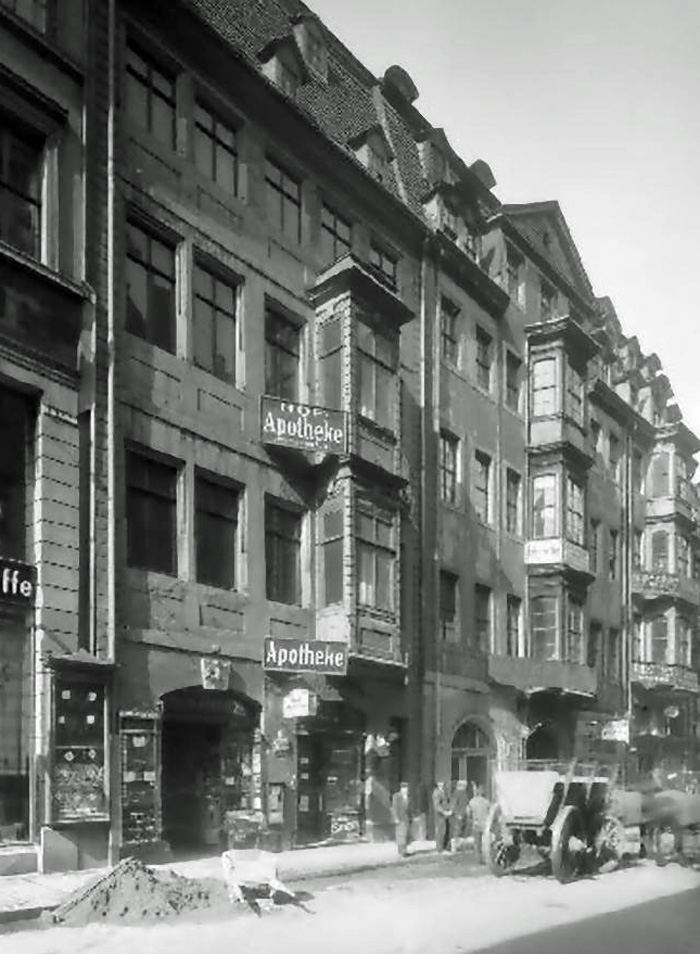
Die alte Adler-Apotheke 1907

Von der ersten Hälfte des 15. Jahrhunderts bis zur ersten Hälfte des 16. Jahrhunderts entstanden in Leipzig drei Apotheken, die Löwen-Apotheke,  die König Salomon-Apotheke und die Mohren-Apotheke (später Engel-Apotheke). Dann wurde lange um die Zulassung einer weiteren gerungen, wobei es auch zu Auseinandersetzungen zwischen dem Sächsischen Hof und dem Rat der Stadt über das Recht der Zulassung einer Apotheke kam. Das ganze 17. Jahrhundert aber kam keine neue Apotheke hinzu.
Schließlich erhielt 1709 der Apotheker Nicolaus Jerre nach langen Bemühungen von August dem Starken das Privileg, die „Apotheke zum Weißen Adler“ zu betreiben – Adler, weil das Haus wohl vorher schon so hieß, und Weißer Adler, weil damit auf das polnische Königtum Augusts angespielt werden konnte. Es ist anzunehmen, dass schon seit 1705 in dem Haus in der Hainstraße ein apothekenähnlicher Betrieb stattfand. 1735 kam noch die Ehre des Titels „Hofapotheke“ hinzu. Diese Bezeichnung blieb bis 1920.

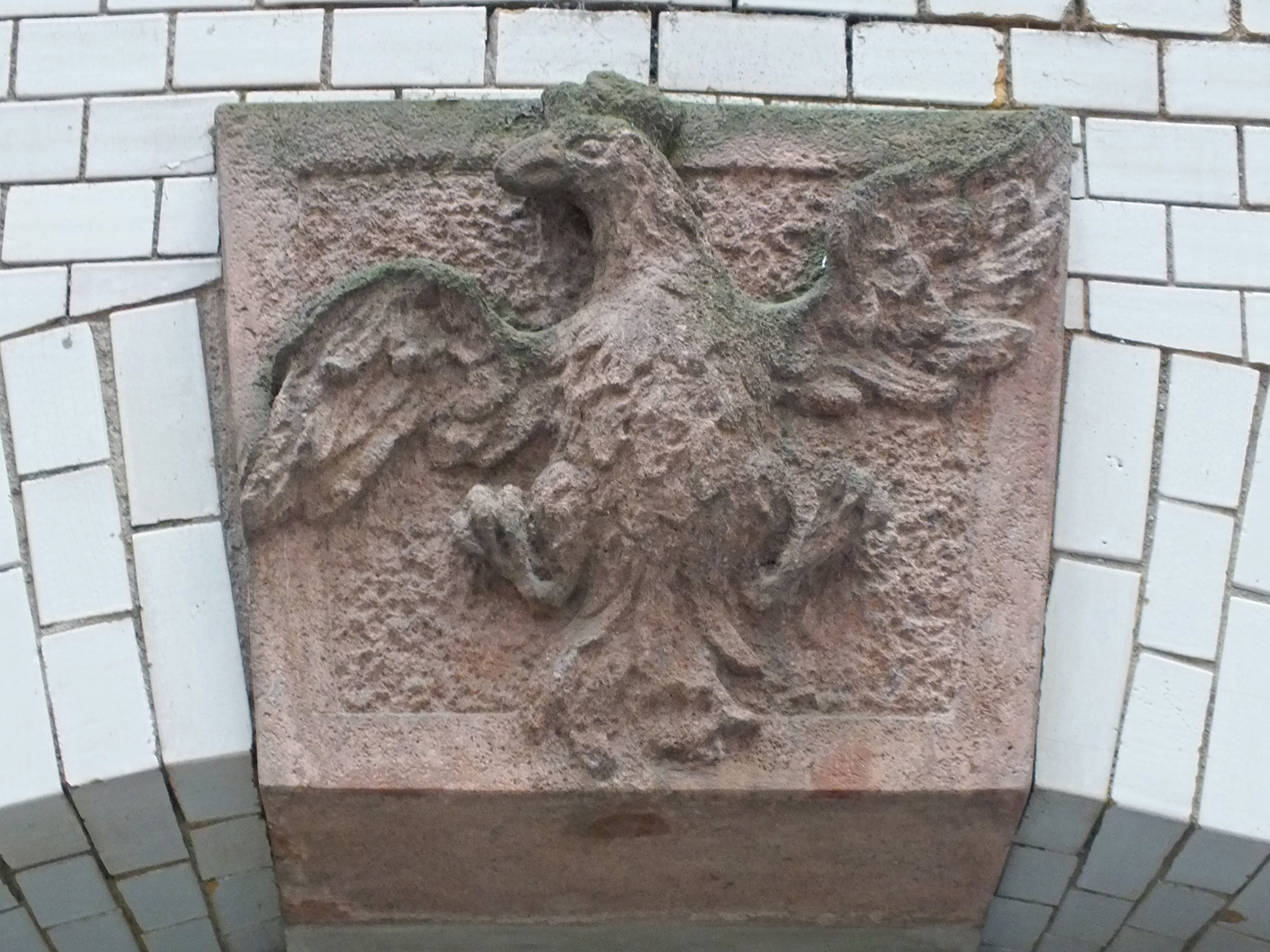
Das Hauszeichen der alten Apotheke, jetzt am Hinterhaus

Auch die Gründung weiterer Apotheken verlief bis in die Mitte des 19. Jahrhunderts schleppend. In einem Stadtführer von Leipzig aus dem Jahr 1860 werden außer den obigen vier nur noch die Marienapotheke und die Homöopathische Dispensiranstalt genannt.
In den über 300 Jahren hatten sieben Familien die Adler-Apotheke im Besitz. Mitte des 19. Jahrhunderts war es Ludwig August Neubert, der Ende der 1860er Jahre nach Zitzschewig in das bessere Lößnitzklima umzog und dort die Reben-, Forst- und Obstbaumschule aufbaute. Ende des 19. Jahrhunderts war Richard Lux der Eigentümer. In Erwartung des zweihundertsten Gründungstages der Apotheke ließ er das baufällig gewordene Gebäude abreißen und 1908/09 ein neues im Jugendstil errichten, das heute noch besteht. Auch die Jugendstil-Inneneinrichtung der Apotheke ist mit einer stilgerechten Erweiterung von 1976 noch in Betrieb und steht wie das ganze Haus unter Denkmalschutz. In die Einrichtung von 1909 wurde auch die in eine weiße Adlerfigur aus Holz gefasste Uhr integriert, die aus dem Jahre 1850 stammen soll.
Die jetzige Besitzerin der Apotheke Antje Bethmann ist die Urenkelin des Erbauers der Apotheke von 1909. Die Apotheke war, nur mit der Unterbrechung durch die Verstaatlichung in der DDR, durchgehend im Besitz der Familie.

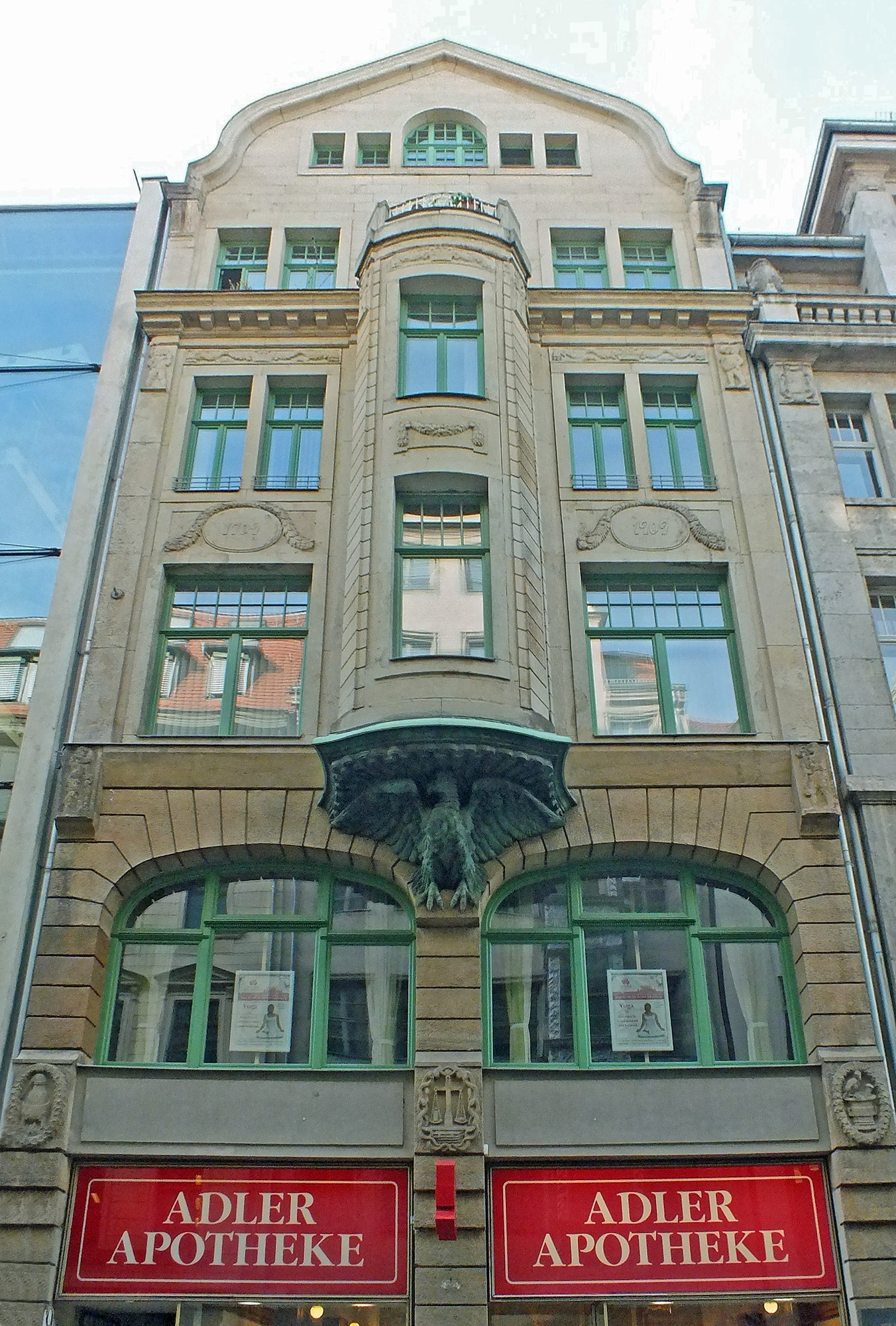
Das Gebäude der Apotheke 2011
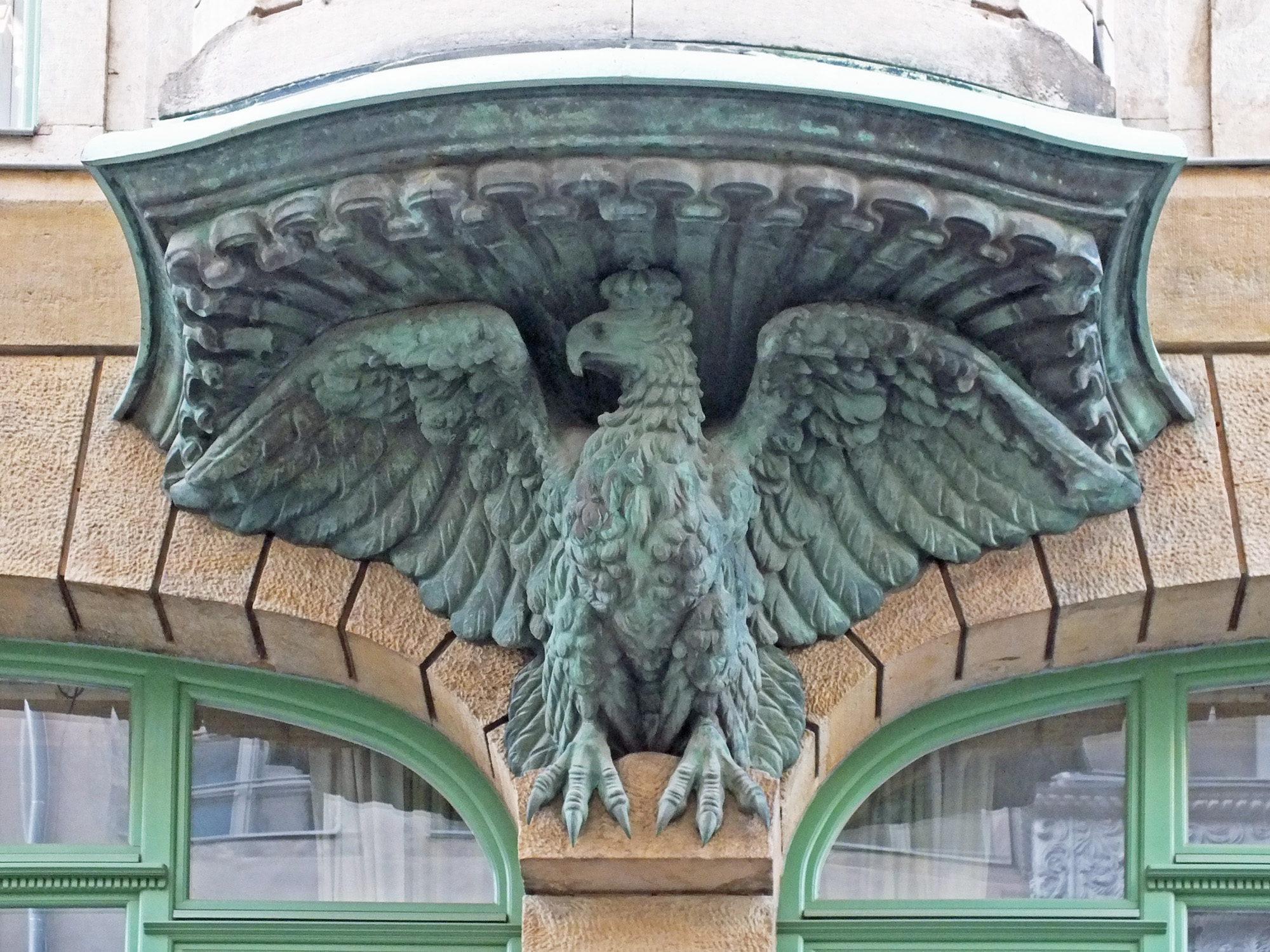
Der Adler als Hauszeichen
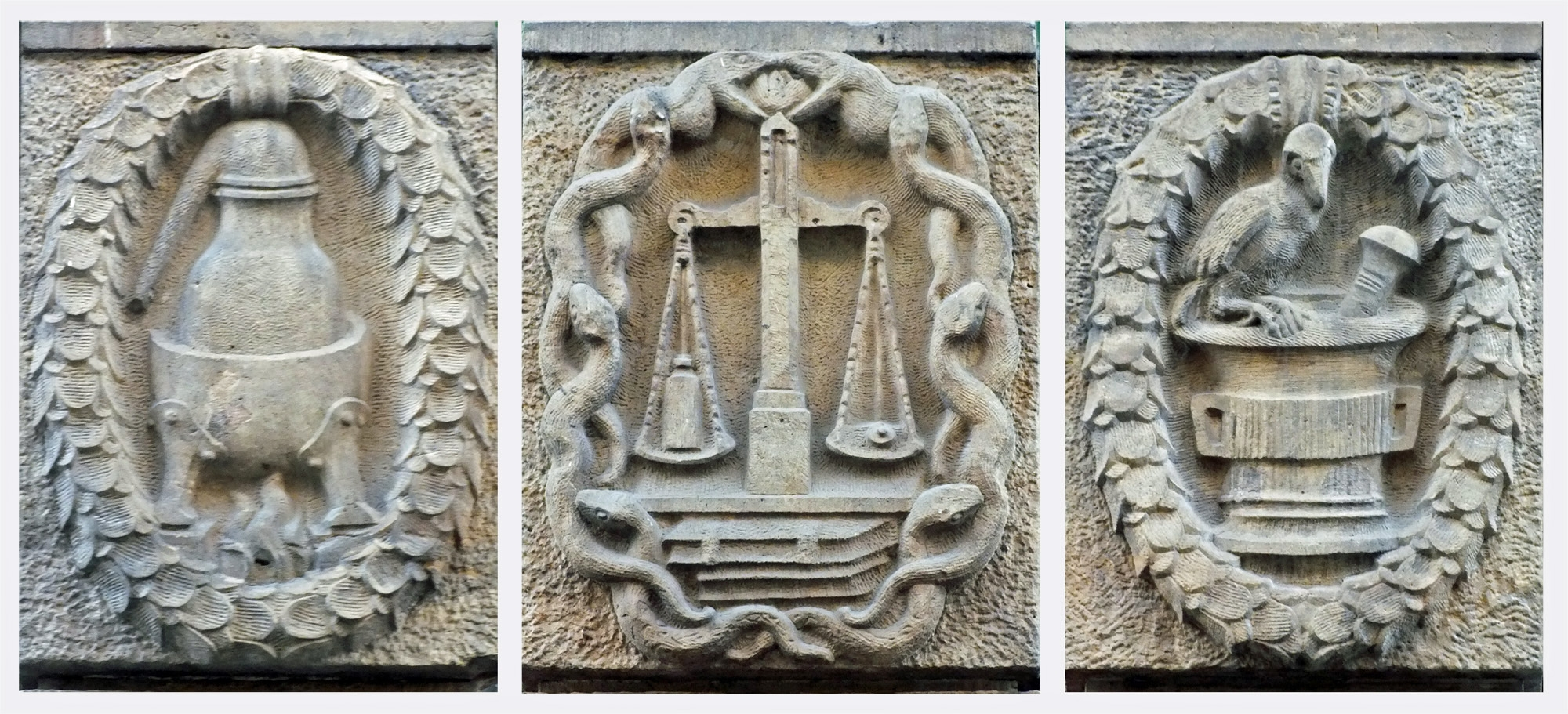
Apothekensymbole am Haus
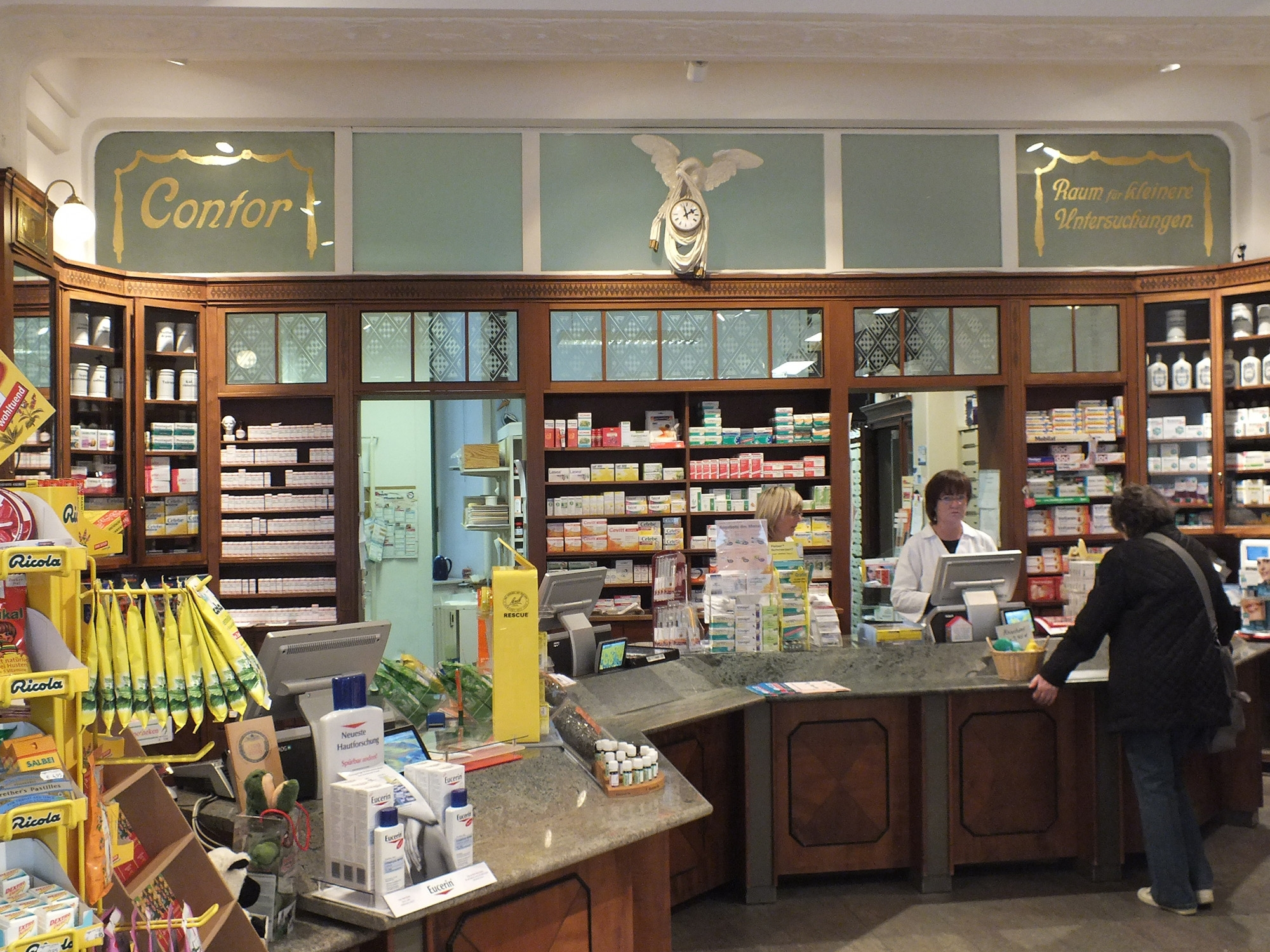
Die Einrichtung der Apotheke
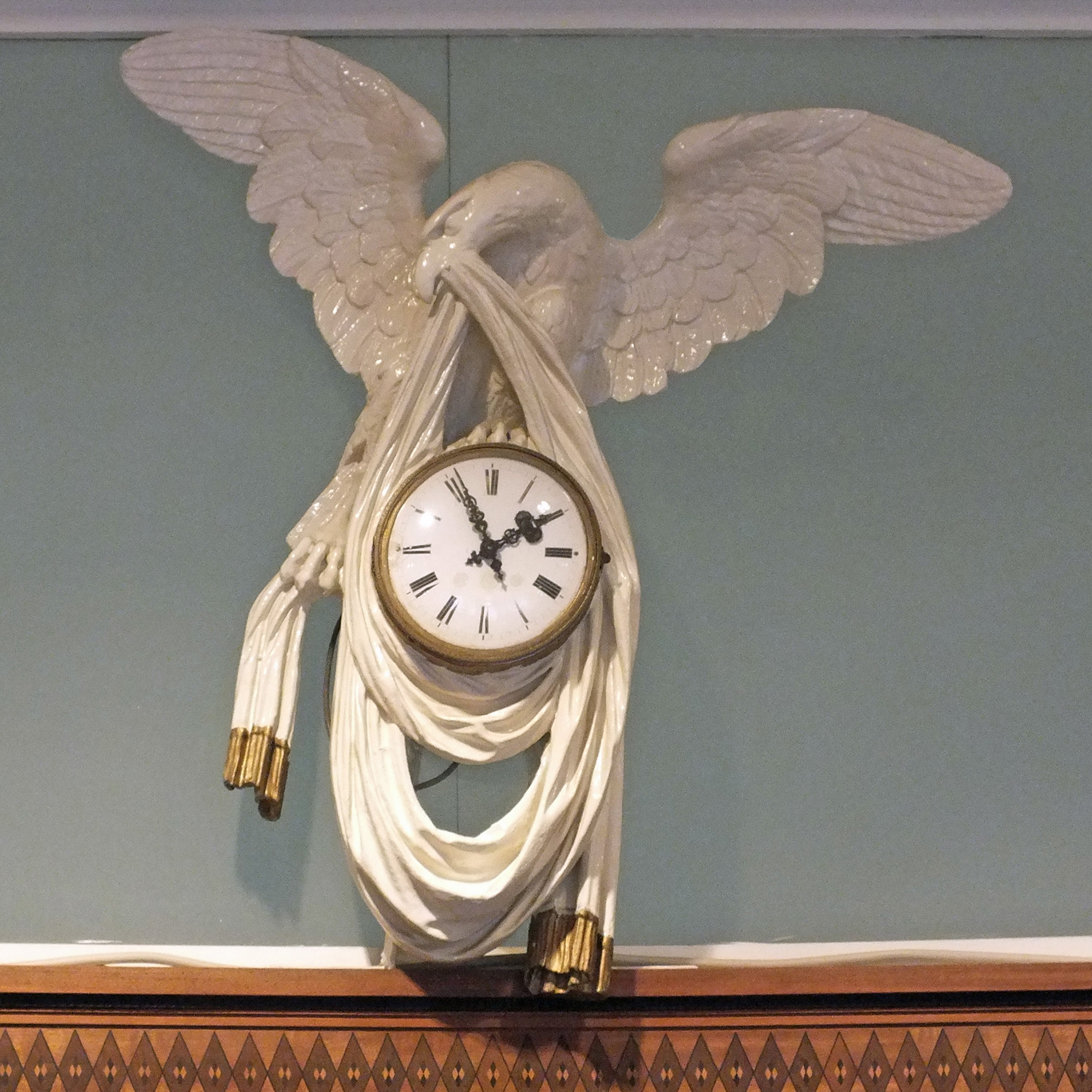
Die Uhr von 1850 im Holzgehäuse

## Theodor Fontane

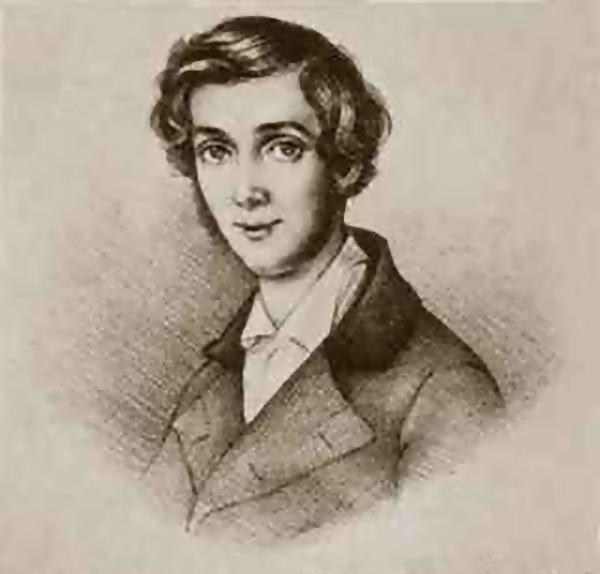
Der junge Fontane

Besondere Bedeutung erfuhr die Apotheke – damals noch unbewusst – in den Jahren 1841/42. Der zu dieser Zeit 21-jährige Theodor Fontane arbeitete von April 1841 bis Februar 1842 hier als Apothekergehilfe und setzte damit seine Ausbildung zum Apotheker fort. Er wohnte quasi unter Familienanschluss bei der Apothekerfamilie Neubert und hatte im Hinterhaus der Apotheke zusammen mit drei Kollegen ein kleines Zimmer mit einem Alkoven, in dem vier Betten standen, wovon zwei nur durch Überklettern der anderen erreichbar waren. Er muss sich dennoch in Leipzig wohlgefühlt haben, denn in seinem Buch Von Zwanzig bis Dreißig, in dem er unter anderem seinen Aufenthalt in Leipzig schildert, überschreibt er das Leipziger Kapitel mit „Mein Leipzig lob’ ich mir“.
Fontane unternahm weite Wanderungen in die Leipziger Umgebung und natürlich auch auf die Felder der Völkerschlacht. Eine solche Wanderung beschreiben die Verse
Auf Leipzigs Schlachtgefilden

Ich heute gewandert bin,

Das fallende Laub der Bäume

Tanzte vor mich hin.
Der Herbst muß von den Bäumen

Die Blätter mähn und wehn,

Wenn wir den neuen Frühling

In Blüten wollen sehn.
Ein Herbst hat hier genommen

Des deutschen Laubes viel, –

Wann wird der Frühling kommen,

Für den es freudig fiel?

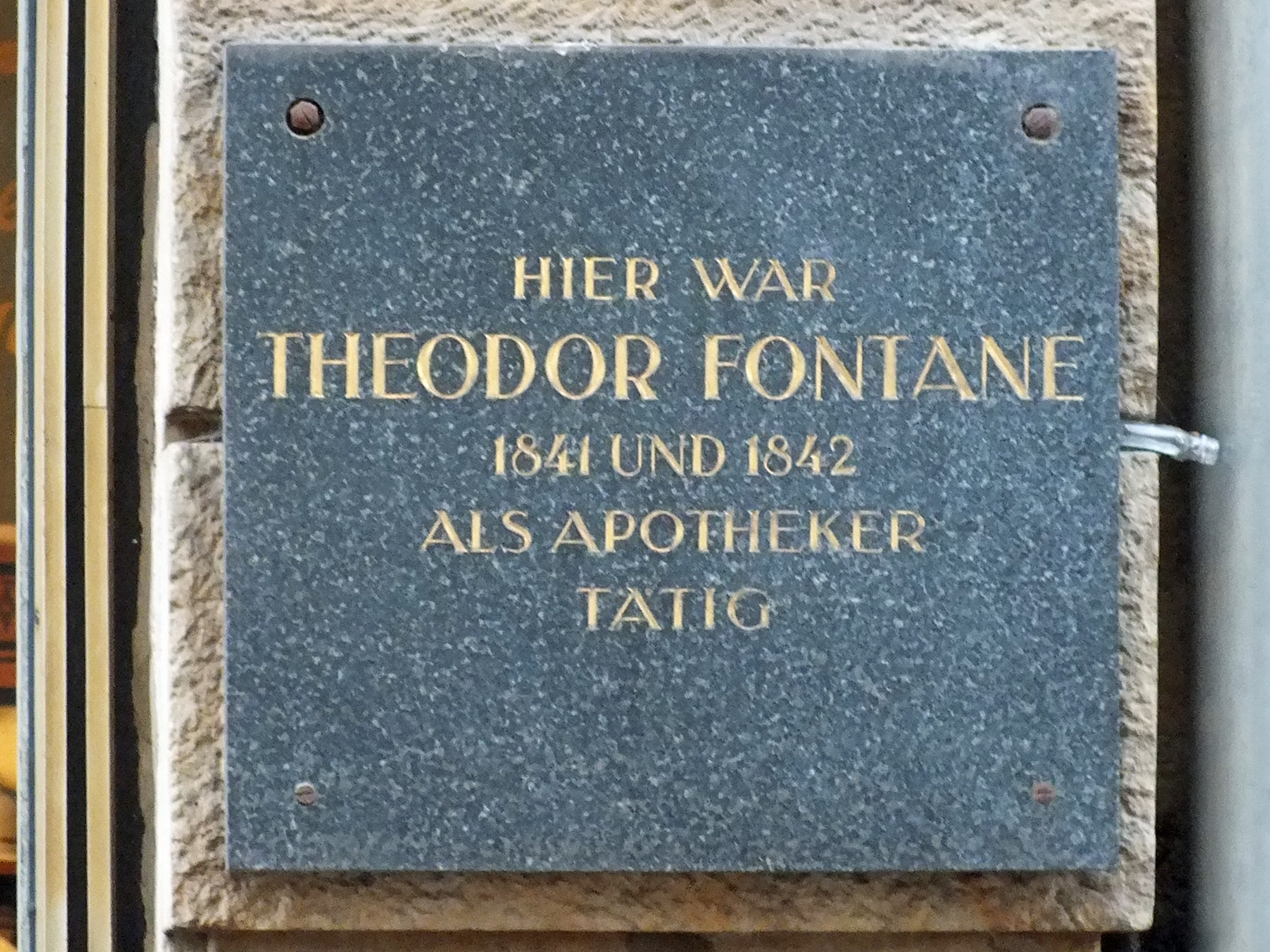
Fontane-Erinnerungstafel an der Adler-Apotheke

Es gelang ihm auch, ein Gedicht im Leipziger Tageblatt zu veröffentlichen, wodurch er Zugang zu literarischen Kreisen Leipzigs bekam. Besonders wichtig war ihm hier der Herwegh-Klub, dessen geistiger Mittelpunkt der Dichter und Lyriker Georg Herwegh war und in dem er auch seinen frühen Förderer den Dichter und Übersetzer Wilhelm Wolfsohn kennenlernte.
In und vor der Apotheke wird auf Gedenktafeln an den Aufenthalt Fontanes erinnert.